# Христофор Димитријевић
Христофор Димитријевић је био епископ бачки у периоду од 1710- 1712. године.
После смрти митрополита Исаије (Ђаковића), 1708, катедра крушедолских митрополита била је упражњена све до 23. априла 1710. године, када је за новог митрополита изабран епископ пакрачко-славонски Софроније (Подгоричанин). Први акт новог митрополита био је потписивање синђелије Христофору (Димитријевићу), епископу бачком, раније егзарху патријарха Арсенија III (Чарнојевића), који је вероватно раније посвећен за епископа. Синђелија је потписана на дан избора митрополита Софронија, 23. априла 1710.3
Нови епископ бачки Христофор је седиште Епархије бачке пренео из манастира Бођана у Петроварадински Шанац, данашњи Нови Сад. Како је већ идуће године, 7. јануара 1711, умро митрополит крушедолски Софроније, аустријски цар је 18 марта 1711. за администратора митрополије поставио епископа бачког Христофора. Као „митрополитски намесник" управљао је из Сремских Карловаца и својом, Бачком епархијом.
Умро је 16. новембра 1712. године.